# 東儀天主教聖西里爾與美多德主教座堂

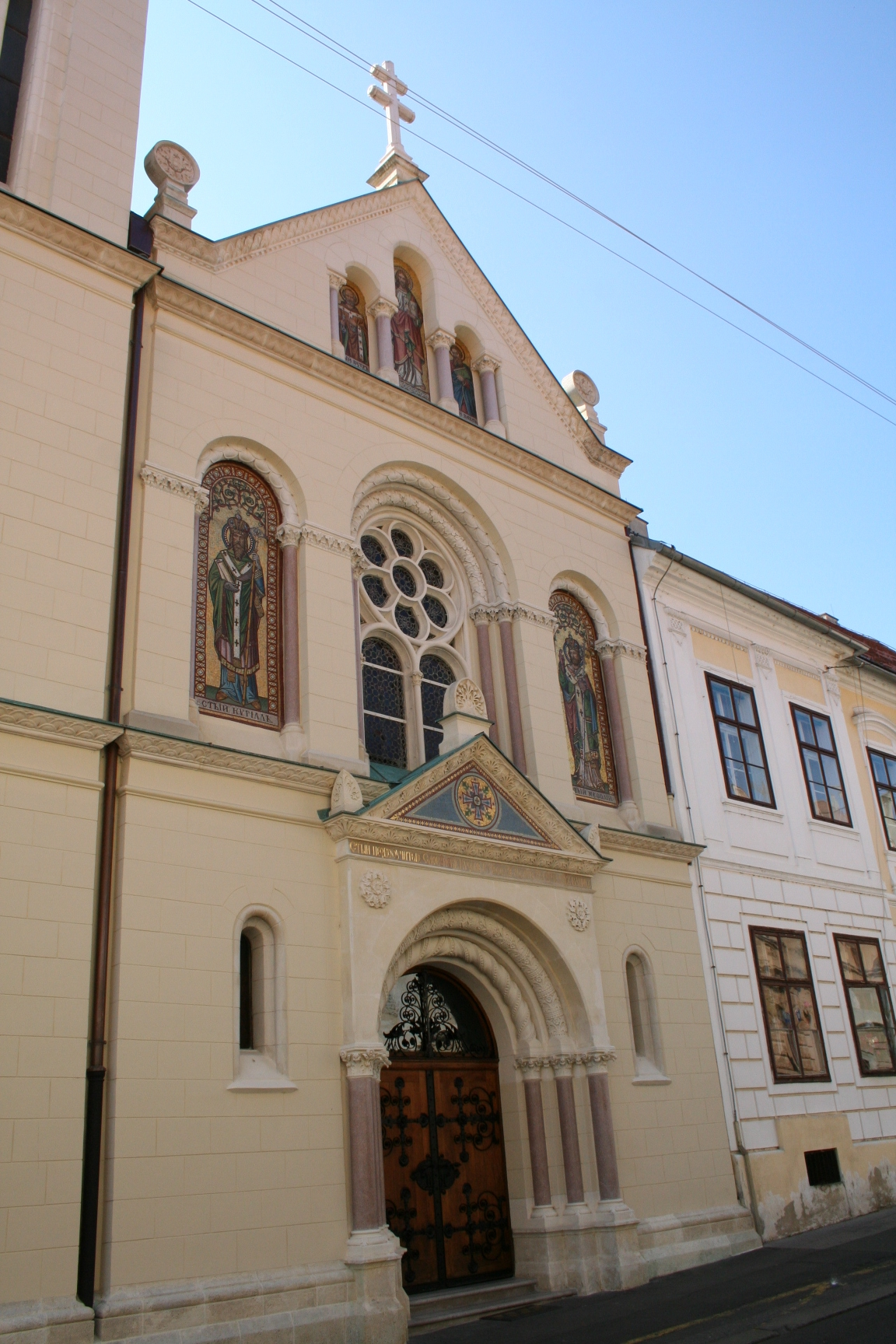
東儀天主教聖西里爾與美多德主教座堂

東儀天主教聖西里爾與美多德主教座堂是克羅埃西亞首都薩格勒布的一座東儀天主教的主教座堂，靠近聖馬可廣場。這座教堂始建於17世紀。